# Jórgosz Lánthimosz
Jórgosz Lánthimosz, görögül: Γιώργος Λάνθιμος, más írásmódokkal Yorgos / Giorgos Lanthimos,  (Athén, 1973. szeptember 23. –) BAFTA-díjas görög filmrendező és producer, A kedvenc című film alkotója.

## Filmjei
- 2009: Kutyafog (Dogtooth)
- 2015: A homár (The Lobster)
- 2017: Egy szent szarvas meggyilkolása (The Killing of a Sacred Deer)
- 2018: A kedvenc (The Favourite)
- 2023: Szegény párák (Poor Things)
- 2024: A kegyelem fajtái (Kinds of Kindness)